# Palaeoproteus
Il paleoproteo (gen. Palaeoproteus) è un anfibio estinto, appartenente agli urodeli. Visse tra il Paleocene superiore e il Miocene superiore (circa 58 - 9 milioni di anni fa) e i suoi resti fossili sono stati ritrovati in Europa.

## Descrizione
Questo animale era lungo circa 20 centimetri e aveva l'aspetto molto simile a quello di un attuale proteo (Proteus anguinus). Il corpo era allungato, il cranio piccolo e sottile, e le zampe molto corte. Le vertebre erano anficele (ovvero dotate di articolazioni cave sia nella parte anteriore che nella parte posteriore del corpo vertebrale). Le ossa mascellari erano ben sviluppate, quelle premascellari erano allungate ed era presente l'opistotico. Nella superficie palatina, i vomeri erano corti ed erano provvisti di denti. L'osso parasfenoide era a forma di piastra molto grande. Non era presente alcun forame nel palato. Erano presenti quattro archi branchiali ossificati, e ciò sta a indicare che Palaeoproteus era una forma perennibranchiata, come l'attuale proteo.

## Classificazione
Palaeoproteus venne descritto per la prima volta da Herre nel 1935, sulla base di numerosi fossili ben conservati ritrovati nella Geiseltal (Germania) in terreni dell'Eocene medio. La specie tipo è Palaeoproteus klatti. Nel 1967 venne descritta un'altra specie più antica, P. gallicus, proveniente dal Paleocene superiore di Cernay (Francia). Nel 2020 venne descritta la specie P. miocenicus, molto più recente (Miocene superiore), ritrovata in Austria e in Ucraina.
Palaeoproteus è stato inizialmente considerato una forma ancestrale di proteo, ma successivi studi hanno avvicinato questo genere alla famiglia Batrachosauroididae, comprendente alcune forme di anfibi cenozoici dalle spiccate attitudini acquatiche. In questo caso, le somiglianze tra Palaeoproteus e l'attuale proteo sarebbero dovute a un fenomeno di convergenza evolutiva.

## Paleoecologia
Palaeoproteus viveva in ambienti strettamente acquatici di acqua dolce, dove prosperavano anche altri anfibi e numerosi pesci.